# Waldemar Coste
Waldemar Coste (* 26. Mai 1887 in Kiel; † 28. Februar 1948 in Glinde) war ein deutscher Maler.

## Leben
Er begann sein Studium am Städelschen Kunstinstitut in Frankfurt am Main und setzte es von 1910 bis 1913 bei Wilhelm Trübner an der Kunstakademie Karlsruhe fort. Wie sein Lehrer war er stark beeinflusst vom Werk Wilhelm Leibls. Coste schloss sich 1908 mit anderen Studenten der Karlsruher Kunstakademie der von Franz Wallischeck und Arthur Grimm gegründeten Hollerbacher Malerkolonie im badischen Odenwald an.
Nach dem Ersten Weltkrieg unternahm er ausgedehnte Studienreisen nach Dänemark (zusammen mit Ejner Quaade), Italien, Spanien und Schweden. Für Dreharbeiten zum Film Milak, der Grönlandjäger, an denen er als Darsteller mitwirkte, reiste er 1926 mit Bernhard Villinger und Sepp Allgeier nach Spitzbergen. Er erkrankte an einer Appendizitis und musste von Villinger zweimal unter primitivsten Umständen operiert werden.
Coste lebte zeitweise in Erlach in der Schweiz und zuletzt in Glinde bei Hamburg. Er war dreimal verheiratet und hatte fünf Kinder.

## Werk
Coste war spezialisiert auf Aquarelle, Ölgemälde und Fresken. Er schuf Porträts, Landschaftsbilder sowie religiöse und mythologische Darstellungen. 1927 gestaltete er die Fresken im Treppenaufgang der Alten Aula der Eberhard Karls Universität Tübingen. Diese wurden jedoch (vermutlich 1952) wieder entfernt. 
Coste war 1939 und 1940 auf der Großen Deutschen Kunstausstellung in München mit zwei Bildern vertreten. Dabei erwarb Adolf Hitler 1939 das Ölgemälde Maurer (200 × 250 cm) für 3000 RM.